# مته فردریکسن
مته فردریکسن (به دانمارکی: Mette Frederiksen) (زادهٔ ۱۹ نوامبر ۱۹۷۷) یک سیاستمدار سوسیال دموکرات دانمارک است که رهبری حزب سوسیال دموکرات را در تاریخ ۲۸ ژوئن سال ۲۰۱۵ پس از هله تورنینگ-اشمیت برعهده گرفت. او در کابینه هله تورنینگ-اشمیت خدمت کرد.او از سال ۲۰۰۱ منتخب استان کپنهاگ و عضو فلکتین پارلمان دانمارک بوده‌است، فردریکسن از ۲۰۱۱ تا ۲۰۱۴ وزیر کار و از ۲۰۱۴ تا ۲۰۱۵ که رهبر حزب سوسیال دموکرات شد در سمت وزیر دادگستری خدمت کرد. در انتخابات سراسری دانمارک (۲۰۱۹) حزب چپ میانه ار جناح چپ اپوزیسیون «بلوک قرمز» در این انتخابات به پیروزی دست پیدا کرد که شامل احزابی است که به حمایت از مته فردریکسن، رهبر سوسیال دموکرات‌ها پرداخته و وی را به عنوان نامزد نخست‌وزیری معرفی کردند؛ و در تاریخ ۵ ژوئن ۲۰۱۹ فردریکسن توسط ملکه مارگریت دوم دانمارک تعیین شد تا مذاکرات خود را برای تعیین کابینه دولت آغاز کند. مته فردریکسن در سن ۴۱ سالگی جوانترین نخست‌وزیر این کشور و دومین زن نخست‌وزیر بعد از هله تورنینگ-اشمیت است.